# Werner Bunnenberg
Werner Ferdinand Johann Bunnenberg (* 5. November 1900 in Bremerhaven; † 3. September 1960 in Rostock) war ein deutscher Ingenieur und Hochschullehrer, der sich auf den Bereich des Schiffsmaschinenbaus und der Schiffsantriebsanlagen spezialisiert hatte.

## Leben
Werner Bunnenberg wuchs in Lehe, einem späteren Stadtteil von Bremerhaven, auf. Sein Vater, Ferdinand Bunnenberg, war Schiffsingenieur, was vermutlich seinen frühen Einfluss auf die technische Ausrichtung seines Lebens und seiner Karriere prägte. Nach dem Abitur, das er 1918 an der Oberrealschule (siehe Lessingschule (Bremerhaven)) in Lehe ablegte, begann er seine berufliche Laufbahn als Praktikant in der Schiffswerft Johann Tecklenborg AG in Bremerhaven, wo er von 1918 bis 1920 tätig war. Diese Erfahrung ermöglichte es ihm, erste Einblicke in die Praxis des Schiffsmaschinenbaus zu gewinnen.
Im Anschluss daran entschied er sich für ein Studium des Schiffsmaschinenbaus an der Technischen Hochschule Hannover und der Technischen Hochschule Berlin, das er von 1920 bis 1924 absolvierte. Seit 1920 gehörte er der Hannoverschen Burschenschaft Cimbria an. 1924 schloss er sein Studium mit dem Diplom als Ingenieur ab.
Nach seinem Abschluss begann er seine berufliche Karriere in der Schiffswerft Johann Tecklenborg AG, wo er von 1924 bis 1927 als Konstrukteur und Prüffeldingenieur arbeitete. In dieser Zeit konnte er wertvolle Erfahrungen in der Konstruktion und dem Testen von Schiffsmaschinenanlagen sammeln.
Von 1927 bis 1929 wechselte er zur AEG-Turbinenfabrik in Berlin, wo er ebenfalls als Konstrukteur und Prüffeldingenieur tätig war. Diese Position ermöglichte es ihm, seine Kenntnisse im Bereich der Turbinen und Maschinenbau weiter zu vertiefen.
Im Jahr 1929 trat Werner Bunnenberg in den Maschinendienst auf See beim Norddeutschen Lloyd ein, wo er bis 1931 tätig war. Diese Erfahrung auf hoher See erweiterte sein praktisches Verständnis für die Herausforderungen im Schiffsmaschinenbau.
Nach seiner Rückkehr an Land erhielt er von 1931 bis 1945 den Titel eines Baurats und die Position eines Dozenten für Schiffsantriebsanlagen und Wärmewirtschaft an der Ingenieurschule Stettin. Dort übernahm er später die Position des Abteilungsleiters der Schiffbautechnischen Abteilung, trug zur Ausbildung einer neuen Generation von Ingenieuren bei und entwickelte gleichzeitig neue Technologien im Bereich des Schiffsmaschinenbaus.
Während des Zweiten Weltkriegs war Werner Bunnenberg zuletzt als Volkssturmmann in der Wehrmacht tätig und geriet anschließend in sowjetische Kriegsgefangenschaft.
Nach seiner Rückkehr aus der Gefangenschaft übernahm er von 1946 bis 1951 die Position des Betriebsleiters im Kraftwerk der Filmfabrik AGFA in Wolfen bei Bitterfeld, wo er für die Wiederherstellung und den Betrieb des Kraftwerks verantwortlich war.
Ab 1951 arbeitete Bunnenberg als Chefkonstrukteur und Technischer Leiter bei der Warnowwerft in Warnemünde, wo er bis 1953 tätig war.
Am 15. Januar 1953 wurde er schließlich als Dozent für Schiffsmaschinenbau an die Technische Fakultät für Schiffbau der Universität Rostock berufen, wo er bis zu seiner Emeritierung lehrte.
Von 1953 bis 1960 war er zudem Institutsdirektor und trug zur akademischen Selbstverwaltung bei.

## Mitgliedschaften
Am 13. Juli 1937 beantragte Bunnenberg die Aufnahme in die NSDAP und wurde rückwirkend zum 1. Mai desselben Jahres aufgenommen (Mitgliedsnummer 5.904.752). Nach seiner Rückkehr aus der Kriegsgefangenschaft trat er 1946 der SPD bei. Mit der Vereinigung der beiden Arbeiterparteien in der DDR wurde er Mitglied der SED.

## Schriften (Auswahl)
- Wilhelm Ulrich; Werner Bunnenberg: Schiffsdieselmaschinen. Leipzig, 1958.